# Yuktibhasa
Yuktibhasa (en malayalam : യുക്തിഭാഷ) ou Ganita Yuktibhasa est un traité de mathématiques et d'astronomie, écrit par l'astronome indien Jyeṣṭhadeva (en), membre de l'école du Kerala, en 1530.
Le traité récapitule les travaux de Madhava de Sangamagrama, Nilakantha Somayaji, Parameswara, Jyeṣṭhadeva, Achyuta Pisharati (en) et d'autres astronomes mathématiciens de cette école. Plusieurs historiens voient dans le Yuktibhasa le premier traité d'analyse,,, devançant de trois siècles la redécouverte du calcul infinitésimal par les Occidentaux. Cependant, le traité eut peu d'écho en dehors des frontières du Kerala, sans doute parce qu'il fut rédigé dans la langue locale, le malayâlam.
On trouve notamment dans l'ouvrage le développement d'une fonction sous forme de série infinie, les séries entières et de Taylor, des séries trigonométriques.